# イオンタウン桑名新西方
イオンタウン桑名新西方（イオンタウンくわなしんにしかた）は、三重県桑名市新西方にあるオープンモール形式のネイバーフッド型ショッピングセンターである。

## 概要
周辺の宅地開発が進み、人口増加が見込まれるため、2013年（平成25年）11月29日に開業した。
近隣にイオン系列のショッピングモールであるイオンモール桑名が存在しているものの、こちらのイオンタウン桑名新西方は地域に密着したショッピングセンターとしてテナントの差別化を図っている。
当ショッピングセンターは高台に位置しているため、「みはらしデッキ」が併設されており、桑名市内を一望できるようになっている。

## テナント
イオンモール桑名を補完し、新興住宅地からアクセスしやすいように作られたため、周辺の大型商業施設と差別化を図った店舗や、地域密着型の店舗が多くみられる。そのため、イオングループのショッピングセンターにもかかわらずイオン系列のテナントはマックスバリュのみである。
テナントは東側にはマックスバリュのある棟があり、その南側には駄菓子屋、リサイクルショップ、カルチャーセンター、猫カフェ、ペットショップ、西側にはインテリアショップ、ドラッグストアなどがある。

## 交通アクセス
- 自動車
  - 東名阪自動車道桑名ICから車で2分
- 路線バス
  - 三重交通希望ヶ丘停留所（徒歩4分）
- イオンモール桑名から徒歩15分

#### 広報資料・プレスリリースなど一次資料
1. 1 2 3 4  “１１月２９日（金）午前９時「イオンタウン桑名新西方」グランドオープン” (PDF).  イオンタウン (2013年11月19日). 2017年7月27日閲覧。[リンク切れ]